# Долни-Радковци
Долни-Радковци (болг. Долни Радковци) — село в Болгарии. Находится в Габровской области, входит в общину Трявна.

## Политическая ситуация
В местном кметстве Плачковци, в состав которого входит Долни-Радковци, должность кмета (старосты) исполняет Стефан Цанев Петров (коалиция в составе 2 партий: Болгарский земледельческий народный союз (БЗНС), Демократическая партия (ДП)) по результатам выборов.
Кмет (мэр) общины Трявна — Драгомир Иванов Николов (независимый) по результатам выборов.